# Постање 1, 2
Прва књига Мојсијева 1, 2 (скраћено: 1 Мој 1, 2) или Постање 1, 2 је други стих приповести о стварању света која се налази у Староме завјету Светога писма (за хришћане) или у Тори Танаха (за Јевреје). Овај стих гласи: „А земља беше без обличја и пуста, и беше тама над безданом; и Дух Божији дизаше се над водом.”

## Хебрејски
Масоретски текст:
וְהָאָרֶץ הָיְתָה תֹהוּ וָבֹהוּ וְחֹשֶׁךְ עַל פְּנֵי תְהוֹם וְרוּחַ אֱלֹהִים מְרַחֶפֶת עַל פְּנֵי הַמָּיִם
Транслитерација:
Веха'арес хајетах тоху вабоху вехошек 'ал-пене техом веруах 'елохим мерахепет 'ал-пене хамајим.
или
Wəhā’āreṣ hāyəṯāh ṯōhû wāḇōhû wəḥōšeḵ ‘al-pənê ṯəhôm wərûaḥ ’ĕlōhîm məraḥep̱eṯ ‘al-pənê hammāyim.
1. Wəhā’āreṣ: „а земља”
2. hāyəṯāh: „беше“
3. tohu wabohu: тешко за превод, али Даничић је превео као „без обличја и пуст”
4. вәхошек : „тама”
5. 'ал-пәне : „над“
6. ṯəhôm: митолошки или космолошки концепт којег је Даничић превео као „бездан”
7. wərûaḥ: тежак израз преведен којег Даничић преводи као „дух”
8. ĕlōhîm: генерички хебрејски израз за Бога или богове (божанства), различит од Јахвеа, имена израелског бога; Даничић преводи ово као „(дух) Божји”
9. məraḥep̱eṯ: „дизаше“
10. '‘al-pənê hammāyim: „над водом“

## Превод
Tohu wabohu је Даничић превео као „без обличја и пуст” (може и „празан”). То означава одсуство апстрактних квалитета попут сврхе или вредности неког концепта. Tohu сам по себи означава пустињу или нешто налик пустињи, пустари, празноме, ненасељивом, тако да ова синтагма означава да је земља била лишена и празна јер није било живота. Ни биљака, ни животиња, ни људи.
Təhôm може да представља космички океан који може бити и изнад и испод земље. Даничић ово преводи као „бездан”.
(Wə)rûaḥ означава ветар у хебрејском. Међутим, Даничић је нашао еквивалент ветру у српском изразу „дух” који је сличан ветру (не може се никако измерити) само има људске карактеристике.

## Анализа
Постање 1, 2 представља почетни услов стварања. Наиме, потребно је да је земља тоху вабоху (хебр. תֹהוּ וָבֹהוּ; без обличја и пуста). Ово служи за увод у остатак поглавља који описује процес обликовања и пуњења земље. Другим речима, у прва три дана се формирају небеса, небо и земља, а у наредна четири до шест дана их испуњавају светиљке, птице, рибе и, на крају, животиње и човек.
Пре него што је Бог почео да ствара, свет је био „без обличја и пуст” као пустиња. Боху (Даничић га преводи као: пуст) нема познато значење те се сматра да је то додато да би се римовало са тоху (без обличја). Ова синтагма се поновно појављује у Књизи пророка Јеремије 4, 23 у ком Јеремија упозорава народ Израел да ће побуна против Бога довести до повратка таме и хаоса. „Погледах на земљу, а гле без обличја је и пуста (тоху вабоху); и на небо, а свјетлости његове нема” (Јер 4, 23).
Техом (хебр. תְהוֹם; бездан) су два од три елемента хаоса представљена, трећа је земља без обличја. У миту о Енума Елишу, бездан је представљен као богиња Тијамат, неријатељ Мардука; овде та земља без обличја окружује вода и представља настањиви свет, а касније ће бити оваплоћено кроз Потоп. Вилијам Дамбрел је записао да упућивање на „бездан” у овом стиху „алудира на детаље древних блискоисточних космологија” у којима „општа претња поретку долази из разузданога и хаотичнога мора које је коначно укротио бог-ратник.” Дамбрел даље сугерише да Постање 1, 2 „одражава нешто од хаоса / борбе за поредак карактеристичног за древне космологије”.
„Дух Божји дизаше се над водом” у неким преводима овога стиха потиче од фразе руах елохим, која се тумачила као „велики ветар”. Виктор П. Хамилтон се донекле одлучује — као и Даничић — за „дух Божји”, али примећује да се то не односи нужно на „Свети Дух” хришћанске теологије.
Руак (хебр. רוּחַ) има значења „бетар, дух, дах”, а елохим може значити „Свевишњи” као и „Бог”. Руак елохим који се креће преко бездана може значити и „ветар / дах Божји” или „дух Божји”, концепт који је у Танаху донекле нејасан, али понекад може значити велики олујни ветар.